# Весна в Фиальте (сборник)
«Весна в Фиальте и другие рассказы» — сборник рассказов Владимира Владимировича Набокова. Сборник включает произведения, написанные до Второй мировой войны и опубликованные преимущественно в русской эмигрантской печати под псевдонимом В. Сирин. Возможность издать их в одной книге представилась только в 1956 году в Издательстве имени Чехова в Нью-Йорке.

## Содержание
- Весна в Фиальте, стр. 5—35[1]
- Круг, стр. 37—53[2]
- Королёк, стр. 55—72[3]
- Тяжёлый дым, стр. 73—83[4]
- Памяти Л. И. Шигаева, стр. 85—98[5]
- Посещение музея, стр. 99—116[6]
- Набор, стр. 117—126[7].
- Лик, стр. 127—162[8]
- Истребление тиранов, стр. 163—201
- Василий Шишков, стр. 203—214[9]
- Адмиралтейская игла, стр. 215—232[10].
- Облако, озеро, башня, стр. 233—247[11]
- Уста к устам, стр. 249—270[12].
- Ultima Thule, стр. 271—313